# Cantata (přehrávač)
Cantata je svobodný a otevřený přehrávač zvuku pro Linux, macOS, a Windows. Cantata je jedním z mnoha MPD klientů pro Linux a pro více operačních systému dostupná od verze 1.4. Napsána je v programovacím jazyku C++. Založena je na knihovně Qt, používá hudební server MPD a je vydána za podmínek GNU General Public License.

## QtMPC
Cantata začala jako kopie QtMPC, hlavně aby poskytla lepší začlenění přehrávače do KDE (použitím knihoven/tříd KDE všude, kde to bylo možné). Dnes je kód (a uživatelské rozhraní) od QtMPC velice odlišný a jak sestavení pro KDE tak pro Qt (Linux) mají stejnou množinu funkcí. Od verze 1.4.0 je Cantata sestavována výhradně jako aplikace Qt (bez jakýchkoli závislostí na KDE).

## MPD
Hudební server MPD běží na pozadí systému jako služba (nebo démon) a vyžaduje klienta (systém kontrolující komunikaci mezi počítačem a serverem, obyčejně s GUI), aby spravoval hudbu a uspořádával seznamy skladeb.
Můžete MPD použít na to, abyste starý počítač proměnili v hrací hudební automat/hudební skříň (jukebox), připojit k němu jiné počítače v síti, seřídit ji na nastavení Raspberry Pi a dokonce pokračovat v přehrávání hudby, když spadne server X nebo je vypnut. Díky FFmpeg může MPD otevřít všechny oblíbené formáty zvukových souborů (OGG, MP3, MP4, AAC, FLAC, WAV/WAVE, a další) a také může posílat hudbu přes HTTP. Mezi dalšími věcmi podporuje přehrávání bez mezer a prolínání.
MPD hudbu přehrává ze sbírek nebo databází vytvořených ze sbírky s hudbou. Proto je třeba poskytnout cestu k alespoň jedné složce obsahující hudební soubory. Cantata podporuje více databází, jež lze kdykoli přidat na kartě Nastavení → Sbírka.
Na rozdíl od většiny ostatních klientů MPD ukládá Cantata kopii hudební knihovny (databáze) MPD do vyrovnávací paměti. Je to proto, aby se mohla vytvořit řádná hierarchie umělců a alb (kde Cantata použije, pokud ji nalezne, značku AlbumUmělec, v opačném případě se vrátí ke značce Umělec), pro poskytnutí počtů alb, počtů skladeb atd. v zobrazeních prohlížeče a v nástrojových radách, a také kvůli pomoci s kopírováním písní na/ze zařízení. Tato vyrovnávací paměť je aktualizována, jen když MPD poukáže na to, že jeho verze sbírky se liší od verze, kterou má Cantata.
Tato vlastnost staví Cantatu nad jiné klienty MPD. Pomáhá s rychlejším kopírováním souborů a nepřerušovaným tříděním, a umožňuje rychlé přistupování k hudebním souborům při vytváření dynamických seznamů skladeb. Tyto seznamy skladeb jsou založeny na pravidlech nebo filtrech, které se vybírají při jejich tvoření. Hlediska pro filtry zahrnují žánr, rok, jméno umělce, názvy skladby nebo alba, a tyto údaje jsou získány ze značek s popisnými daty.
Ve verzi 1.4.2 byla Cantata již slušně vybavena pro odhadování názvů skladeb ze značek. Byl vylepšen editor značek. V seznamu skladeb začalo být zobrazováno více údajů. Zlepšeno bylo také stahování zvukových záznamů (podcast). Uživatelé mohli začít měnit velikost obrázků obalů alb.

## Rozhraní
Ve výchozím nastavení je Cantata rozdělena do panelů s tlačítky pro přehrávání nahoře a malým nástrojovým panelem dole. K seznamům skladeb, složkám a proudům lze přistupovat z nástrojového panelu a náhled na hudbu a její výběr dělat v panelu se stromovým zobrazením. Řada (seznam skladeb) se otevře v postranním panelu napravo, kde je možné na kteroukoli skladbu klepnout pravým tlačítkem myši, čímž se vyvolá nabídka souvisejících činností, a lze přistoupit ke změně přednosti skladby, uspořádat soubory, přidat je do seznamů skladeb nebo kopírovat na zařízení. Také můžete ukázat a upravit informace ke skladbě a přímo v Cantatě upravit značky.
Vedle výchozího vzhledu lze mít nástrojový panel nahoře a soubory uspořádat v jednom ze tří pohledů na rozhraní: Knihovna (stromový pohled seskupený podle umělců a albs), Album (s obaly alb ukázanými jako náhledy) nebo Složky (jako ve správci souborů). Pohled se složkami je nejpraktičtější při správě hudby a lze z něj také otevřít správce souborů. Dialog nastavení ukrývá ještě více voleb.
V něm lze zvolit, které části rozhraní budou viditelné a nastavit velikost, polohu a barvu ikon a textu. Kromě plného (rozšířeného) rozvržení má Cantata i malé rozhraní, které se povoluje v nabídce pro pohled na rozhraní.

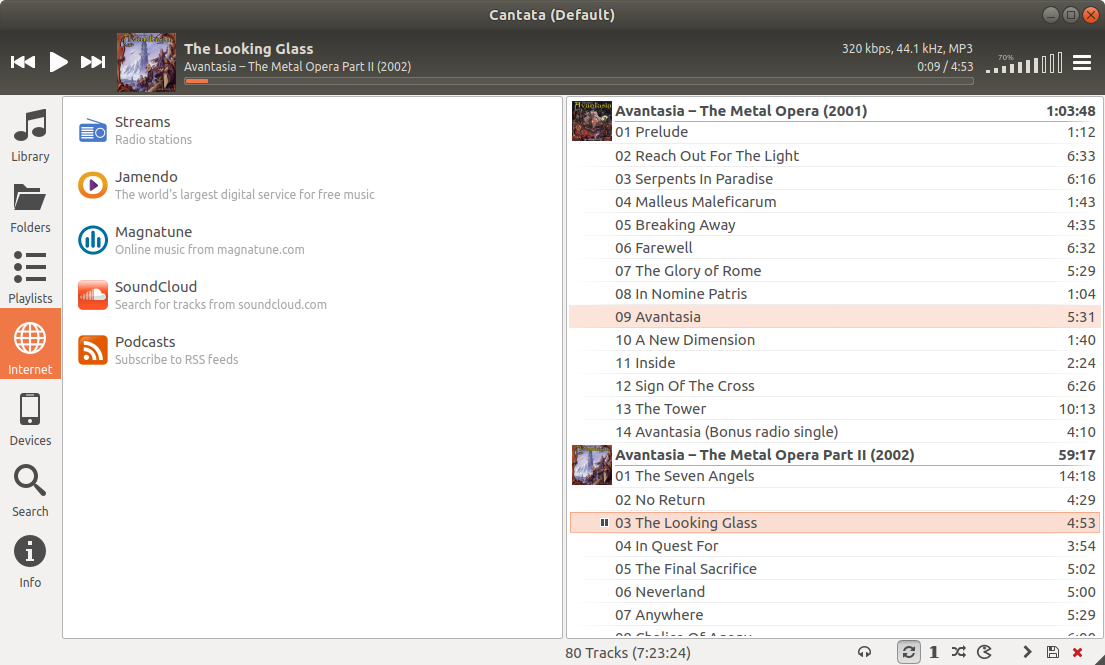
Internet
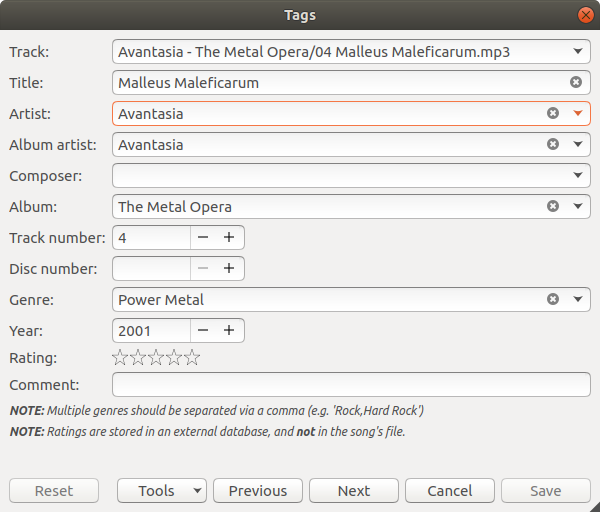
Editor značek
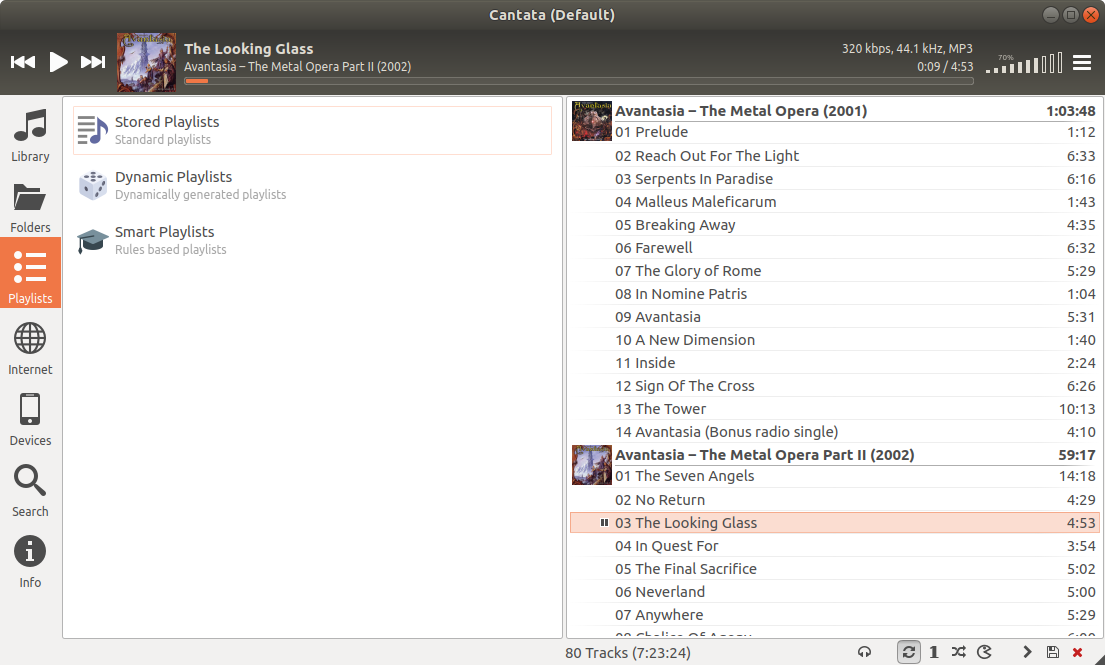
Seznamy skladeb
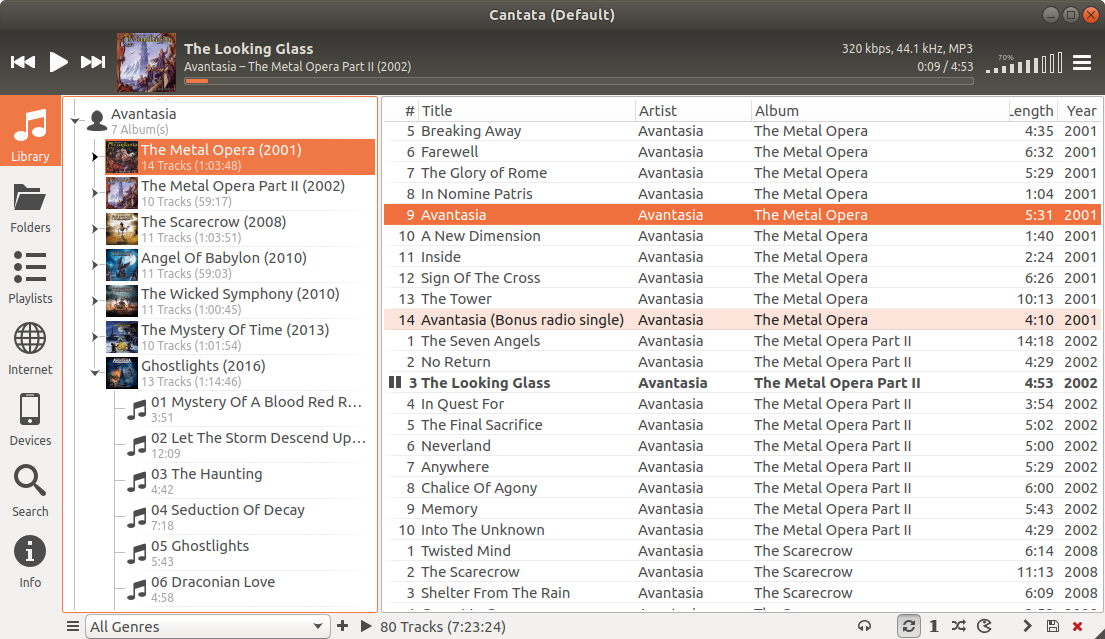
Řada skladeb k přehrání: tabulka
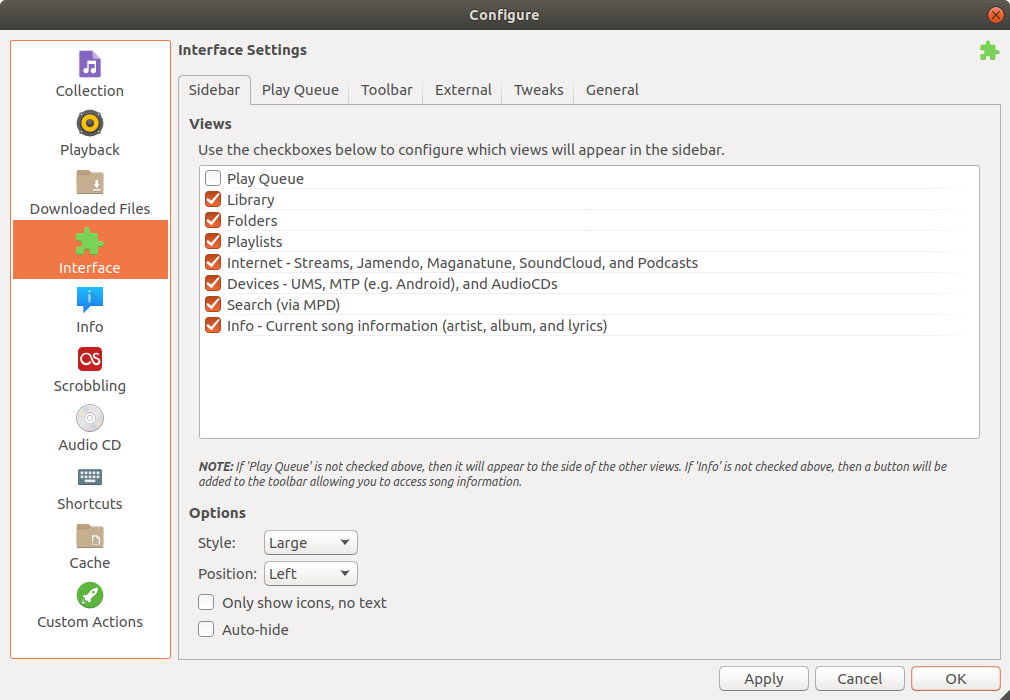
Nastavení: rozhraní

## Vlastnosti
- Více sbírek MPD
- Vysoce přizpůsobitelné rozhraní
- Písně v řadě skladeb k přehrání (volitelně) seskupeny dle alb
- Zobrazení souvisejících informací ukazujících umělce, album a informace o písni přehrávané skladby
- Jednoduchý editor značek.
- Správce souborů - používání značek k pořádání souborů a složek
- Schopnost výpočtu značek pro udržení hlasitosti skladeb (ReplyGain) (pouze v Linuxu, v případě, že jsou nainstalovány odpovídající knihovny)
- Dynamické seznamy skladeb
- Chytré seznamy skladeb
- Internetové hudební služby Jamendo, Magnatune, SoundCloud a zvukové záznamy
- Podpora pro rozhlasové proudy - se schopností hledání proudů prostřednictvím TuneIn, ShoutCast nebo Dirble.
- Podpora pro ukládací zařízení USB a zařízení MTP (pouze v Linuxu, v případě, že jsou nainstalovány odpovídající knihovny)
- Získávání skladeb ze zvukových CD a přehrávání (pouze v Linuxu, v případě, že jsou nainstalovány odpovídající knihovny)
- Přehrávání písní, které nejsou řešeny MPD - přes jednoduchý vestavěný server HTTP
- Rozhraní DBUS MPRISv2
- Odesílání informací o přehrávaných skladbách
- Podpora pro hodnocení skladeb[2]